# Parallelia abnegans
Parallelia abnegans är en fjärilsart som beskrevs av Walker 1858. Parallelia abnegans ingår i släktet Parallelia och familjen nattflyn. Inga underarter finns listade i Catalogue of Life.